# Józef Raszka
Józef Raszka (ur. 25 lutego 1875 w Bystrzycy, zm. 1 września 1929 w Cieszynie) – polski malarz, fotografik i zielarz.

## Życiorys
Józef Raszka urodził się 1875 w Bystrzycy na Śląsku Cieszyńskim, w wielodzietnej rodzinie pracownika kolejowego. Od najwcześniejszych lat przejawiał zamiłowanie do rysowania i malowania. Po ukończeniu szkoły ludowej w Cieszynie nauczył się zawodu malarza pokojowego. We Frysztacie został wyzwolony na czeladnika, po czym zgodnie z tradycją wyruszył w świat. Pracował w Grazu, Linzu i Wiedniu, gdzie po pracy uczęszczał na kursy artystyczne do tzw. "Kunstschule". Pod koniec XIX w. osiadł w Ostrawie, gdzie jako malarz pokojowy zaczął również wykonywać artystyczne prace malarskie (m.in. freski w "Českým národním důmě", przedstawiające panoramę Beskidów). Od 1903 r., po powrocie na stałe do Cieszyna, tworzył już wyłącznie obrazy. Był również członkiem miejskiego klubu fotoamatorów i wystawiał swoje zdjęcia na lokalnych wystawach. Podczas I wojny światowej zdezerterował z armii austriackiej i przez dwa lata ukrywał się w Koszarzyskach. W 1918 r. został jednak aresztowany i osadzony w zakładzie dla umysłowo chorych w Opawie.
Po wojnie wraz z rodziną przeniósł się do Koszarzysk, gdzie zamieszkali w opuszczonej chałupie. Wędrując całymi dniami po okolicznych górach trudnił się ziołolecznictwem, nigdy nie przestając malować. Tworzył zwykle pejzaże, używając akwarel. Po śmierci drugiej żony (w 1924 r.) całkowicie wycofał się w góry, schodząc do Cieszyna jedynie by sprzedać jakiś obraz i kupić farby. Żywił się głównie runem leśnym, co zrujnowało jego zdrowie. Zmarł w szpitalu w Cieszynie 2 sierpnia 1929 roku. Obrazy Józefa Raszki znajdują się w zbiorach Muzeum Śląska Cieszyńskiego w Cieszynie.

## Galeria

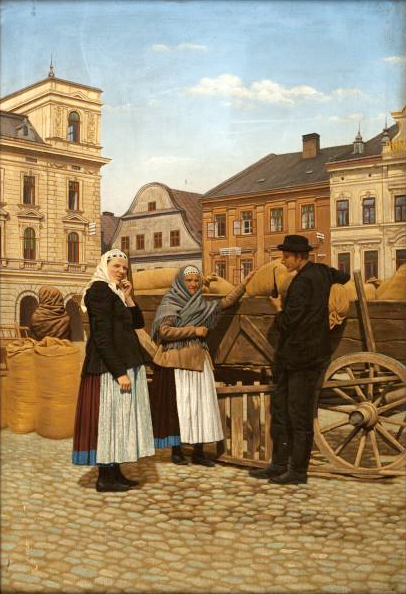
Włościanie na rynku w Cieszynie, pocz. XX w.
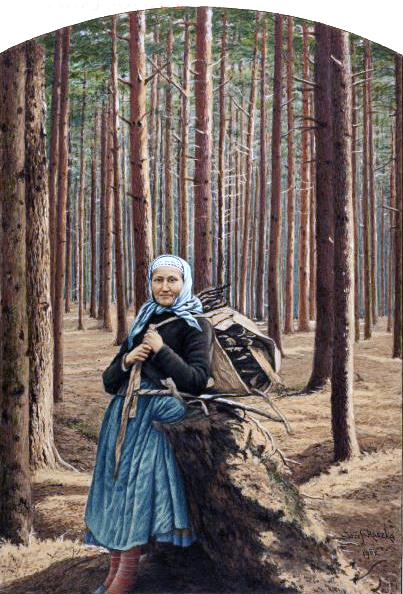
Odpoczynek, 1902
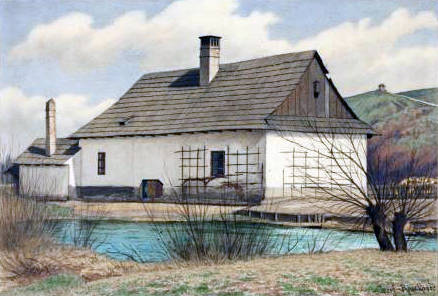
Dom w Błogocicach, 1905
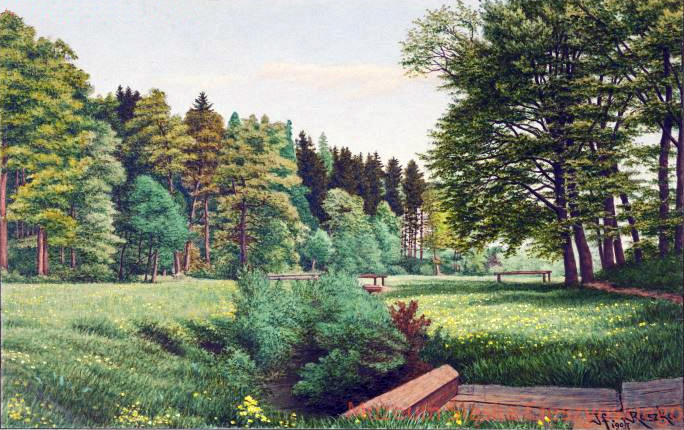
Polana w parku, 1907
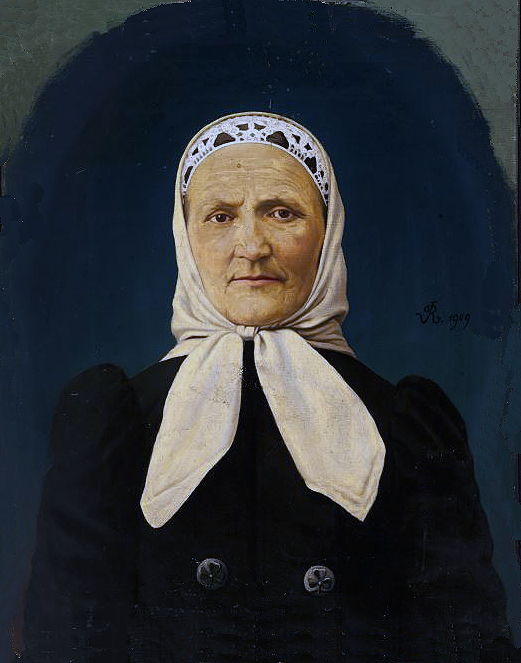
Anna Raszka w stroju cieszyńskim, 1909